# Big Stone Gap East
 (mars 2025).
Big Stone Gap East est une census-designated place située dans le comté de Wise, dans l’État de Virginie, aux États-Unis. Lors du recensement de 2020, elle comptait 687 habitants.